# باول فيرارا
باول فيرارا (بالإنجليزية: Paul Ferrara)‏ هو مصور أمريكي، ولد في 16 نوفمبر 1939.